# Резолюция Совета Безопасности ООН 1028
Резолюция Совета Безопасности Организации Объединённых Наций 1028 (код — S/RES/1028), принятая 8 декабря 1995 года, сославшись на предыдущие резолюции по Руанде, в частности на резолюцию 997 (1995), Совет Безопасности рассмотрел доклад Генерального секретаря ООН и продлил мандат Миссии ООН по содействию Руанде (МООНПР) на период, заканчивающийся 12 декабря 1995 года. Продление было сделано для того, чтобы у Совета было больше времени для рассмотрения вопроса о будущем МООНПР.